# Paul Nayrac
Paul Nayrac, né le 3 juillet 1899 à Mustapha (aujourd'hui dénommé Sidi M'Hamed, quartier d'Alger) et mort le 25 avril 1973 à Cannes, est un neurologue français et professeur de l'université de Lille.

## Biographie
Il commence ses études de médecine à Alger. Il arrive à Lille pour un stage de 3 mois dans le service du professeur Ferdinand Curtis (d), puis ll rejoint le service de psychiatrie du professeur Georges Raviart.  Il obtient un doctorat en médecine intitulé Essai sur la démence paranoïde à Lille en 1923. Il  est reçu à l'agrégation de médecine en 1929. 
Il assure dès 1931 une consultation de neurologie à l'Hôpital de la Charité, où  enseigne les maladies du système nerveux. Il est le premier chef du service de neurologie en 1944, puis il obtient la chaire de clinique neurologique et psychiatrique en 1947.
Il développe la neurologie hospitalo-universitaire lilloise. Il introduit l'enseignement de la psychologie médicale auprès des étudiants en médecine et forme de nombreux neurologues jusqu'à sa retraite en 1969.
Il est membre correspondant de l'Académie nationale de médecine à partir de 1967 et président de la Société Française de Neurologie pour l'année 1969.
Une rue de Lille, dans le Centre hospitalier régional universitaire de Lille, porte son nom.

## Publications principales
- 1923 Georges Raviart, Robert Vullien et Paul Nayrac Contribution à l'étude de la dégénérescence hépato-lenticulaire. Un cas de maladie de Kinnier Wilson, Revue neurologique 1923, vol 1, Paris : Masson[5]
- 1938 Paul Nayrac, Les Formes cliniques inhabituelles de la neurosyphilis, Congrès des médecins aliénistes et neurologistes de France et des pays de langue française. Alger[6]
- 1951 Paul Nayrac, Composantes et facteurs : méthodes pour le dégagement des concepts généraux en psychologie quantitative, Paris : Hermann & Cie[7]
- 1958 Paul Nayrac, L'Angoisse de Saint-Exupéry, discours prononcé à la séance inaugurale du 56e Congrès  de psychiatrie et de neurologie de langue française, Strasbourg, 21-26 juillet 1958[8]

## Liens Externes
- Notices d'autorité :   - VIAF
  - ISNI
  - BnF (données)
  - IdRef
  - NUKAT
- Ressource relative à la recherche :   - La France savante